# Sacramentaire de Saint-Étienne de Limoges
Le Sacramentaire de Saint-Étienne de Limoges est un manuscrit enluminé contenant les prières d'un sacramentaire. L'ouvrage est représentatif du style original de l'enluminure limousine qui se développe à l'époque. Provenant à l'origine de la cathédrale Saint-Étienne de Limoges, il est conservé à la Bibliothèque nationale de France (Latin 9438)

## Historique
Le manuscrit provient de la cathédrale de Limoges. D'après son style, l'artiste principal du manuscrit a sans doute par ailleurs collaboré à la décoration d'autres manuscrits d'origine limougeaude tels que la bible de Saint-Yrieix (Bibliothèque de Saint-Yrieix-la-Perche), la bible de la bibliothèque Chester Beatty à Dublin (Ms.18) ainsi que la bible de la bibliothèque Mazarine (Lat.I et II). La main de ce même artiste a été identifiée dans certaines fresques de la crypte de la cathédrale. Un autre artiste ayant collaboré à ce manuscrit a aussi participé à la décoration de la Seconde Bible de Saint-Martial, l'autre grand centre religieux de la ville à la même époque. 
Par la suite, le manuscrit se retrouve dans les collections du grand séminaire de Limoges puis entre dans les collections de la bibliothèque nationale.

## Description
Le manuscrit, de petite taille, contient 12 miniatures en pleine page : La nativité, la lapidation de saint Étienne, le baptême du Christ, les noces de Cana, la présentation au Temple, l'entrée du Christ à Jérusalem, la Cène, le Christ en majesté et le tétramorphe, la crucifixion, les sainte femmes au tombeau, l'ascension et la Pentecôte. Il contient par ailleurs plusieurs lettrines ornées, dont 4 en pleine page pour les incipits du Vere dignum et duTe igitur. 

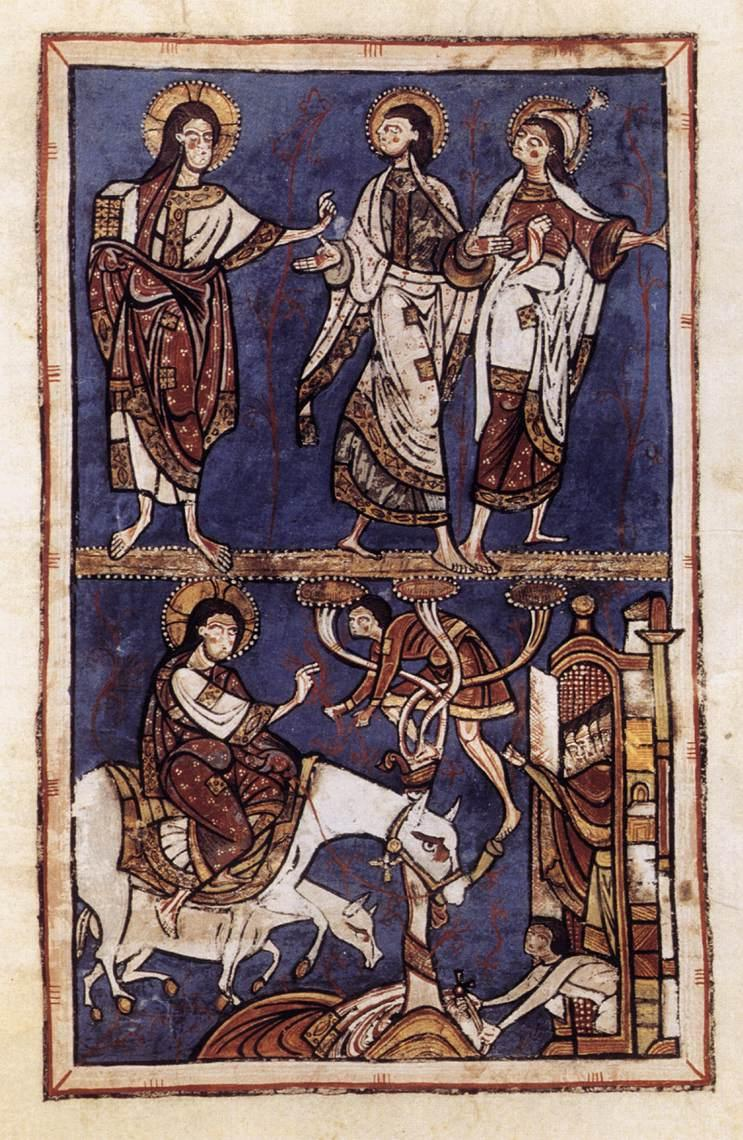
L'entrée à Jérusalem
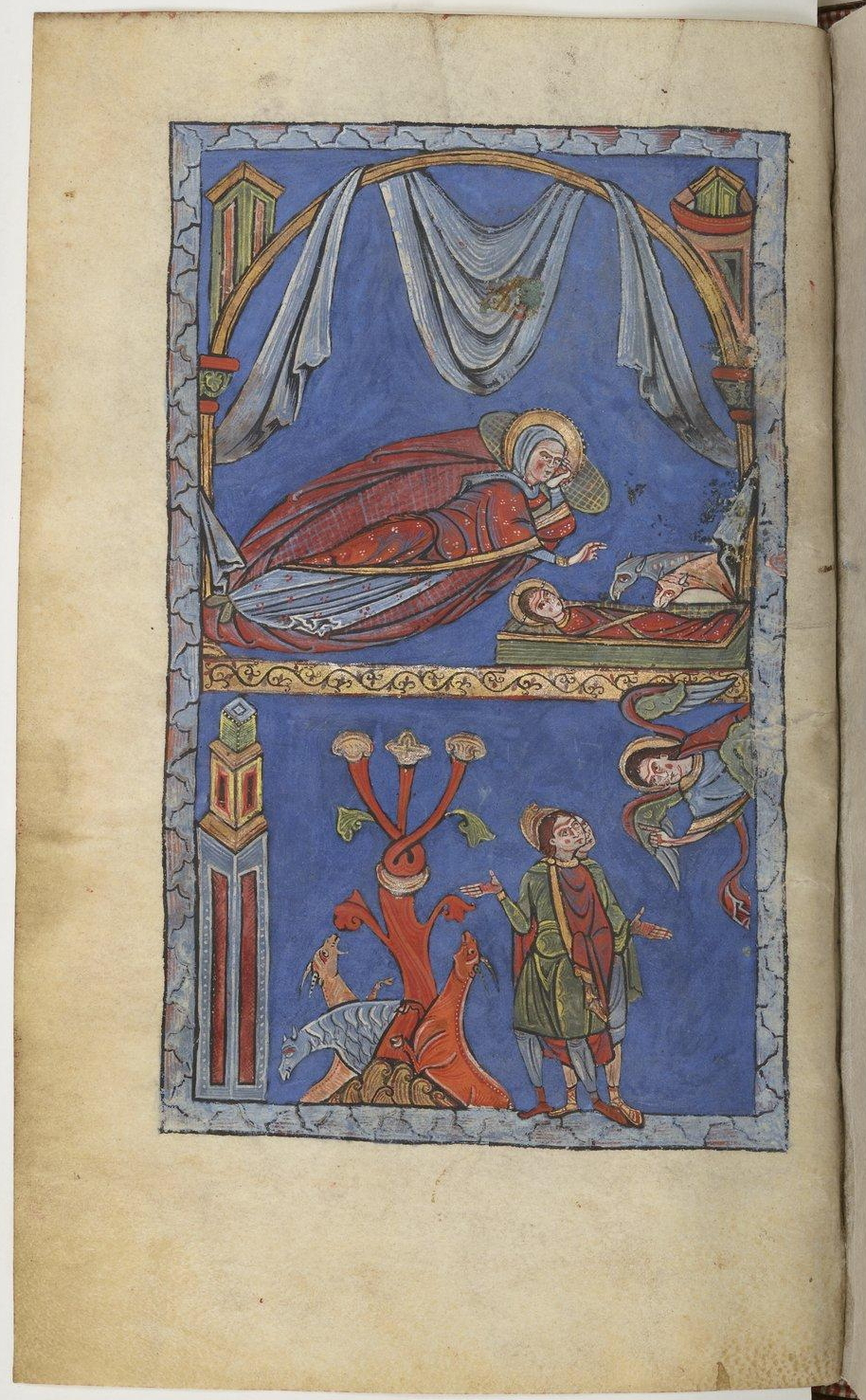
La nativité

Ces miniatures sont directement inspirées de l'enluminure ottonienne et particulièrement de l'école de Salzbourg. Cette ressemblance est particulièrement marquée dans l'évangéliaire de sainte Ehrentrude (Bibliothèque d'État de Bavière, Clm.15903), à travers l'iconographie générale ainsi que dans certains détails. Certains détails ont été aussi trouvés en commun avec l'art de l'émail de l'époque.